# Arrayed Waveguide Grating (AWG)
Решетки на основе массива волноводов AWG (Arrayed Waveguide Grating) — интегральный оптический компонент, представляющий дифракционную решетку на поверхности или в объёме оптического планарного оптического волновода и выполняющий функции оптического мультиплексора/демультиплексора. Они доказали свою способность к точному демультиплексированию большого количества каналов с относительно низкими потерями. Эти устройства способны мультиплексировать множества длин волн в одном оптическом волокне, тем самым увеличивая пропускную способность оптических сетей.
Устройства основаны на фундаментальном принципе оптики, заключающемся в том, что световые волны разных длин волн не влияют друг на друга линейно. Это означает, что, если каждый канал в сети оптической связи использует свет немного другой длины волны, то свет от многих из этих каналов может переноситься одним оптическим волокном с незначительными перекрестными помехами между каналами.

## Принцип работы
Входной сигнал, который содержит излучение разных длин волн, попадает во входной разветвитель. Там он расщепляется на N оптических лучей, каждый из которых попадает в отдельный волноводный канал. Все N волноводных каналов, образующих волноводную матрицу, имеют разную длину и вносят в сигнал разные фазовые сдвиги, зависящие от длины волны. После этого световые пучки из отдельных волноводных каналов вновь объединяются в выходном разветвителе и интерферируют таким образом, что излучение разных длин волн попадает в разные выходные волноводы.
Эффективность мультиплексора/демультиплексора определяется его способностью изолировать друг от друга входные или выходные каналы. Полоса пропускания каждого канала характеризуется параметрами, к которым относятся:

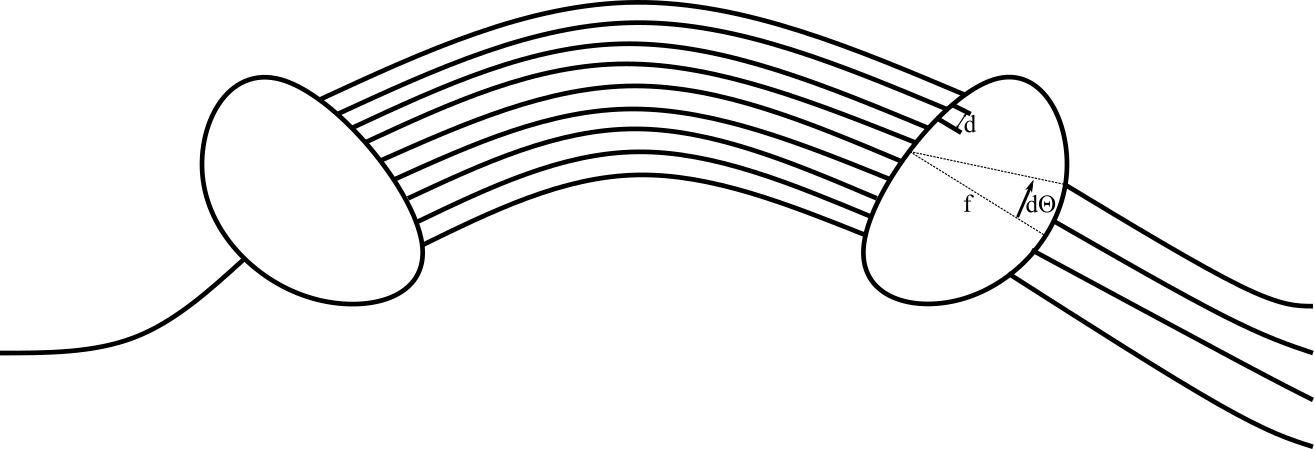
Схематическое представление работы AWG

Если входная длина волны отстраивается от центральной длины волны, то в ветвях массива будут происходить фазовые изменения. Из-за постоянной разницы в длине пути между соседними волноводами этот фазовый переход будет линейно увеличиваться от внутреннего к внешнему массиву волноводов, что приведет к наклону волнового фронта в выходной апертуре. Расположение выходных волноводов в плоскости изображения позволяет осуществлять пространственное разделение различных длин волн (или частот). Зависимый от длины волны сдвиг фокусной точки в плоскости изображения можно рассчитать следующим образом. Используя параметры, определённые на рисунке выше, угол наклона волнового фронта dθ из-за разности фаз dφ между соседними массивными волноводами можно выразить в виде:
{\displaystyle d\theta =arcsin({d\phi /\beta _{f} \over d_{g}})\approx {d\phi /\beta _{f} \over d_{g}}}
где βf — константа распространения в пластинчатом волноводе.
{\displaystyle d\phi =d\beta _{g}\bigtriangleup l=\beta _{g}({dN_{eff} \over N_{eff}}-{d\lambda _{c} \over \lambda _{c}})\bigtriangleup l}
где βg и Neff — константа распространения и эффективный индекс волновода соответственно, Δl-разность длин пути между соседними плечами, а λc-центральная длина волны. Объединение этих уравнений дает:
{\displaystyle {d\Phi  \over d\lambda _{c}}=-{rm \over N_{eff}d_{g}}}
где r=βg/βf порядка 1, m — порядок дифракции демультиплексора. он определяется как:
{\displaystyle m={\bigtriangleup l \over \lambda _{c}/N_{eff}}}

## Основные характеристики
1. Центральная длина волны
2. Интервал между каналами
3. Полоса пропускания
4. Изоляция

## Центральная длина волны
Центральная длина волны — один из параметров, характеризующих канал мультиплексора/демультиплексора. Центральная длина волны канала — это среднее арифметическое значение верхней и нижней длины волны отсечки. Длины волн отсечки — верхняя и нижняя — это длины волн, на которых вносимые потери достигают заданного уровня (обычно 3 дБ). Центральная длина волны может не совпадать с длиной волны спектрального максимума.
Центральная длина волны канала является наиболее важным параметром для оптических фильтров с симметричной (или близкой к ней) формой спектра. Для идеального симметричного спектра оптического канала центральная длина волны совпадет с длиной волны спектрального максимума, что наблюдается крайне редко.
Номинальную длину волны передатчика стараются делать как можно ближе к центральной длине волны.

## Мультиплексирование WDM (Wavelength Division Multiplexing)
Технология передачи информации в оптических системах, где различные источники используют разную длину волны. При этом два и более оптических сигналов передаются по одному оптическому пути.

## Полоса пропускания
Полоса пропускания-диапазон частот, в пределах которого амплитудно-частотная характеристика (АЧХ) акустического, радиотехнического, оптического или механического устройства достаточно равномерна для того, чтобы обеспечить передачу сигнала без существенного искажения его формы. Иногда вместо термина «полоса пропускания» используют термин «эффективно передаваемая полоса частот (ЭППЧ)». В ЭППЧ сосредоточена основная энергия сигнала (не менее 90 %). Этот диапазон частот устанавливается для каждого сигнала экспериментально в соответствии с требованиями качества.

## Применение
У AWG есть несколько применений. Может использоваться как мультиплексор, демультиплексор.
Такие устройства способны мультиплексировать множество длин волн в одном оптическом волокне, тем самым увеличивая пропускную способность оптических сетей.

## Материалы
Диоксид кремния